# Бабченко, Николай Федотович
Николай Федотович Бабченко (укр. Микола Федотович Бабченко; 1906, Макеевка, Область Войска Донского, Российская империя — неизвестно, после марта 1947) — советский украинский государственный деятель и юрист. Народный комиссар (июнь 1938—1946), а затем министр юстиции Украинской ССР (1946 — март 1947), депутат Верховного Совета Украинской ССР I (1938—1947) и II (1947—1951) созывов. Во время Великой Отечественной войны был заместителем прокурора Юго-Западного и Сталинградского фронтов.

## Биография
Николай Бабченко родился в слободе Макеевке области Войска Донского в 1906 году. Высшее образование получил во Всеукраинском институте советского строительства и права, который окончил в 1931 году. После окончания института некоторое время находился на комсомольской работе.
В 1935 году Бабченко поступил на службу в Народный комиссариат юстиции Украинской ССР, где занимал должность прокурора по делам промышленности и транспорта. Затем некоторое время последовательно был членом и председателем Комиссии по амнистии при Президиуме Центральной контрольной комиссии Украинской ССР. С 1937 года был заместителем прокурора Украинской ССР по надзору за местами заключения народного комиссариата внутренних дел Украинской ССР.
В 1938 году Николай Федотович был избран депутатом Верховного Совета Украинской ССР I созыва. В июне того года был назначен на должность народного комиссара юстиции Украинской ССР, сменив на этом посту Фому Радченко, который занимал эту должность до лета 1937 года.
Принимал участие в Великой Отечественной войне, во время которой служил заместителем прокурора Юго-Западного и Сталинградского фронтов, при этом оставаясь наркомом юстиции Украинской ССР. В марте 1943 года был отозван с фронта.
В 1946 году после ликвидации народного комиссариата юстиции Украинской ССР и создания министерства юстиции Украинской ССР, Николай Бабченко занял должность министра в этом ведомстве. Оставался на должности до марта 1947 года. В том же году был переизбран в Верховный Совет Украинской ССР и стал депутатом II созыва.
Дальнейшая судьба Николая Федотовича Бабченко неизвестна.

## Награды
Николай Федотович был награждён орденом Красной Звезды (Приказ войскам Донского фронта № 124/4 от 1 марта 1943 года) и орденом Ленина (Указ Президиума Верховного Совета СССР № 255/186 от 26 марта 1945 года).